# Neodrillia
Neodrillia is een geslacht van weekdieren uit de klasse van de Gastropoda (slakken).

## Soorten
- Neodrillia albicoma (Dall, 1889)
- Neodrillia blakensis (Tippett, 2007)
- Neodrillia crassa Fallon, 2016
- Neodrillia cydia Bartsch, 1943
- Neodrillia princeps Fallon, 2016